# 科隆贝双教堂村 (旧市镇)
科隆贝双教堂村（法語：Colombey-les-Deux-Églises，法語發音：[kɔlɔ̃bɛ le døz‿eɡliz] ⓘ）是法国上马恩省的一个旧市镇，属于肖蒙区。1973年1月1日，市镇阿让托勒、比耶尔讷、布莱斯、尚库尔、阿里库尔、普拉和拉维勒讷沃-欧弗雷讷并入科隆贝双教堂村。2017年1月1日，科隆贝双教堂村与市镇拉莫特昂布莱西合并为新的科隆贝双教堂村。

## 地理
科隆贝双教堂村（48°13'24"N, 4°53'9"E）面积73.63 平方千米，位于法国大東部大區上马恩省，该省份为法国东北部内陆省份，北起马恩省和默兹省，西接奥布省，西南接科多尔省，东南接上索恩省，东临孚日省。
与科隆贝双教堂村接壤的市镇（或旧市镇、城区）包括：利尼奥勒堡、鲁夫尔莱维涅、布莱斯河畔甘德勒库尔、瑞泽讷库尔、马尔贝维尔、蒙特里、雷讷蓬、里佐库尔-比谢、巴耶勒、伯维尔、屈尔蒙、达扬库尔、拉沙佩勒昂布莱西、拉莫特昂布莱西。
科隆贝双教堂村的时区为UTC+01:00、UTC+02:00（夏令时）。

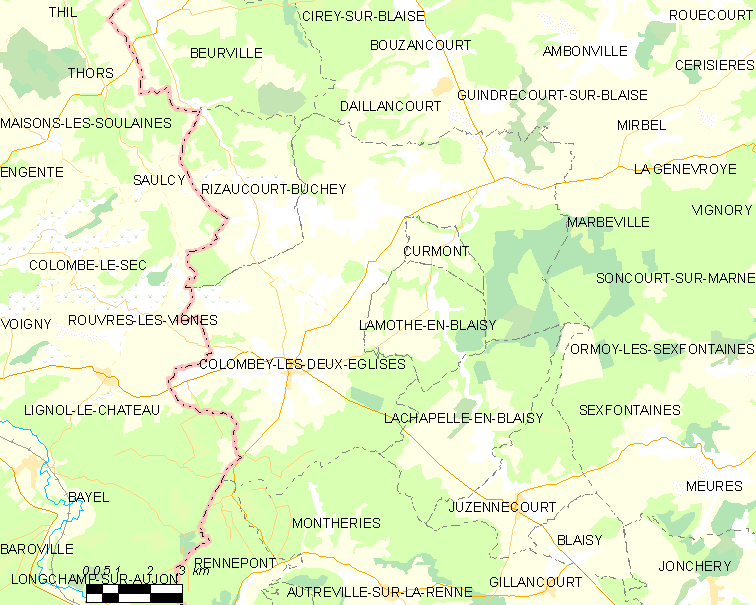
科隆贝双教堂村的OSM定位图

## 行政
科隆贝双教堂村的邮政编码为52330，INSEE市镇编码为52140。

## 政治
科隆贝双教堂村所属的省级选区为沙托维兰县。

## 人口

1962-2008年间科隆贝双教堂村人口变化图示

科隆贝双教堂村于2018年1月1日时的人口数量为352人。